# Càmera Mamut
La càmera Mamut va ser una creació de George R. Lawrence i construïda per J.A. Anderson a través de l'empresa J.A. Anderson Company l'any 1900 a Chicago. Va ser dissenyada com la càmera més gran del món per fotografiar un tren sencer.

## La càmera
El procés de construcció de la càmera va durar dos mesos i mig. Està feta amb fusta de cirerer i té dues pantalles d'enfoc a la part posterior muntades sobre una pista que permetia el moviment. Aquestes, però, no estan fetes de vidre, sinó de cel·luloide semitransparent estirat.
L'estructura fa un total de sis metres quan es troba totalment extensa, amb un doble swing, a davant i darrere.
La manxa està feta d'una coberta de goma dura, amb cada plec endurit per una peça de fusta blanca xapada de sis mil·límetres de gruix. Està revestida interiorment amb una tela negra i forrellat addicional per evitar l'entrada de llum.
Es van utilitzar 150 litres de cola blanca durant el procés de construcció de la manxa i uns 150 metres de fusta per estrènyer-la. Està dividida en quatre seccions, unides per un marc de fusta i muntades sobre unes rodes en una pista d'acer per permetre el moviment.
El suport de la placa era diferent del de la resta de càmeres, ja que era una cortina corredora d'uns 7 metres quadrats, 0'9 centímetres de gruix i folrada amb 3 capes de material per evitar l'entrada de llum.
El pes de la càmera era de 400 kilograms, on afegint el pes del suport de la placa i la placa feia un total de 635 kilograms.
Un dels problemes que es podien trobar un cop al lloc per fer la fotografia era que hi hagués pols a la placa d'exposició i embrutés el resultat. Ho van solucionar, un operador entrava a la càmera i s'hi tancava, es posava un vidre de robí davant de la lent per crear una cambra fosca, es destapava la placa, es netejava, es torna a tapar i l'operador sortia de la càmera. Ja a l'exterior es podia controlar la cortina que la protegia i no s'havien de preocupar pel possible pols del viatge.
Les lents van ser una gran despesa i problema. Eren les més grans mai fabricades, la gran angular tenia un focal d'1.6 metres, l'altra lent era telescòpica i tenia un focal equivalent a 3 metres.
Les plaques per aquesta càmera també eren les més grans mai fetes, i van ser creades a St. Louis, on van haver de ser recobertes a mà i costaven 1800$ per dotzena.
Es necessiten 18 litres de líquid revelador per revelar una placa, amb l'ajuda de vuit persones dins la cambra fosca.
La càmera va ser transportada en tren en un vagó de càrrega pla, i posteriorment en una camioneta preparada. Es van necessitar sis homes per manipular, configurar, enfocar i fotografiar el tren.
La primera exposició va durar dos minuts i mig, tot i ser un dia clar, i es va utilitzar una placa isocromàtica per preservar els colors del tren, cosa que va permetre l'obtenció d'un negatiu perfecte, essent així la fotografia més gran mai feta en una placa.

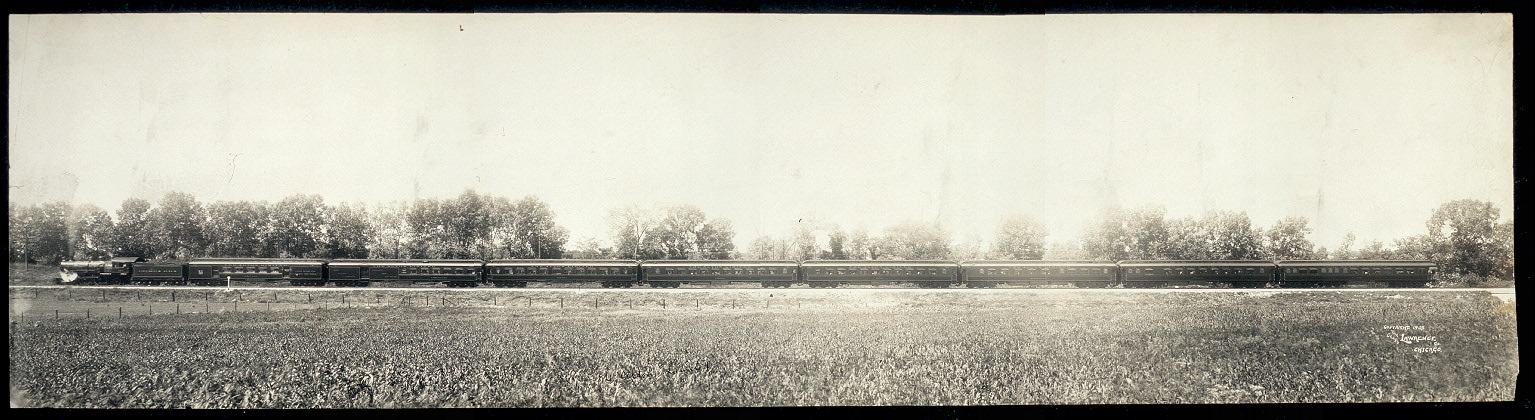
Fotografia final

## Història
Era l'any 1899 quan The Chicago and Alton Railway Company havia acabat de construir el que anomenaven “el tren més bonic del món”, llavors necessitaven una fotografia d'ell per mostrar-lo al món. Van contactar amb George R. Lawrence, el qual es va comprometre a fer la fotografia més gran del món, i per fer-ho havia de construir la càmera més gran del món.
Aquest ja havia fet altres invents anteriorment, com un sistema de telègraf o una pistola, fins que al 1891 havia obert un estudi de fotografia a Chicago. Ja tenia precedents de fotografies difícils tècnicament, com panoràmiques o aèries, i per això l'empresa ferroviària va confiar en ell.
La primera opció va ser fer un seguit de fotografies i ajuntar-les en el procés de revelat, però no va convèncer els propietaris del tren, els quals volien una imatge sense talls.
Després es va proposar la construcció de la càmera Mamut, la qual va ser l'opció final per realitzar la fotografia panoràmica.
La primera raó per fer la fotografia era per la publicitat, però una altra va ser el desig de voler participar en l'Exposició Universal de Paris del 1900. The Chicago and Alton Railway Company va decidir que el cost de fer una gran fotografia seria més econòmic que transportar el tren cap a Europa. Es van fer tres còpies de la placa i es van enviar a París. Havien d'estar exposades a l'edifici dels Estats Units, a l'exposició de ferrocarrils i a la secció de fotografia. Va ser tot un honor poder exposar-la tan àmpliament, però va ser rebuda amb escepticisme, ja que ningú de Paris havia sentit d'una càmera que pogués fer fotografies tan grans. El consolat francès a Nova York va ser enviat a Chicago a verificar l'existència de la càmera i el seu funcionament, la qual cosa va clarificar els dubtes i Lawrence va rebre el premi “Grand Prize of the World for Photographic Excellence”.

## Documents
Carta de J.A. Anderson a les editorials:
"Estimat senyor, em plau enviar-vos el que crec que és la càmera més gran del món. Aquesta càmera està construïda per permetre la exposició complerta d'una placa de 56 x 96 (inches) (»1.4m x 2.4m) i conté tots els avenços que una càmera pot tenir fins al moment, tenint gir d'ascens frontal i posterior i un dors rígid com el d'una càmera petita per evitar vibracions durant l'exposició.
En la construcció de les quatre manxes hi havia més de 50 iardes (» 45.7m) de goma negra, que permeten un focus extrem de 15 peus (» 4.5m) i que es pugui plegar fins als 3 peus (»0.9m).
El suport és una cortina, i tot utilitzar 50 peus (»15m) de fusta de 5x8 (inches) (»12.7cm x 20.3cm) està feta per treballar tan fàcilment que un noi de catorze anys no tindria problemes en utilitzar-la.
Com l'ús de vidre esmerilat per enfocar seria maldestre i es podria trencar, s'han fet dos marcs que permeten lliscar al darrere de la càmera, i on les tires de cel·luloide estan encaixades, creant un substitut satisfactori per al vidre esmerilat.
La càmera va ser dissenyada i construïda per mi mateix.
J.A. Anderson
Chicago"